# 胡奢麻尹之战
胡奢麻尹之战（日语： Koshamain'notatakai）是發生在1457年日本北海道南部渡島半島和人與阿伊努人之間的戰役。
起因為阿伊努人向和人訂製小刀，但取刀的阿伊努少年就小刀的品質與價格對鍛刀匠起爭議，結果阿伊努少年遭到刺殺。以這次糾紛為導火線，對和人久積不滿的渡島當地阿伊努人胡奢麻尹起而進攻當地和人居住地（道南十二館），最終被武田信廣平定。
此事在江戶時代的歷史書松前家系圖新羅之記錄有所提及，而事後渡島半島也由武田信廣實際控制，成為後來的松前藩。